# 中国共产党福州市长乐区委员会
中国共产党福州市长乐区委员会，简称中共长乐区委，是中国共产党在福建省福州市长乐区的领导机关。现任区委书记为张帆。

## 历史沿革
中共长乐区委的前身是成立于1949年2月的中共长乐县委，隶属于中共福（州）长（乐）林（森）中心县委及中共闽浙赣省委，首任县委书记为陈亨源。1949年8月，中国人民解放军攻克长乐县，中共长乐县委成为长乐县的执政组织，10月中华人民共和国成立，中共长乐县委建立了长乐县人民政府。1994年长乐撤县设市，中共长乐县委改为市委；2017年长乐撤市设区，长乐市委改称中共福州市长乐区委。